# Mitsubishi TK-4
Mitsubishi TK-4 (Dwusilnikowy, jednomiejscowy myśliwiec Armii, Typ 0) – nieistniejący samolot japoński, który został omyłkowo uznany przez amerykański wywiad za prawdziwy samolot produkowany dla Sił Powietrznych Cesarskiej Armii Japonii.  Na początku wojny samolot nosił amerykańską nazwę kodową Frank, zmienioną później na Harry.

## Historia
W kwietniu 1941 w japońskich czasopiśmie lotniczym „Sora” ukazał się artykuł zatytułowano „Marzenia przyszłych projektantów lotniczych” w którym zaprezentowano kilka nieistniejących jeszcze samolotów, o często nietypowych i oryginalnych konfiguracjach.  Jednym z tych samolotów był dwusilnikowy myśliwiec Mitsubishi TK-4.  Samolot miał typowy wygląd dwusilnikowego, ciężkiego myśliwca, przypominał w dużej mierze niemieckiego Messerschmitta Bf 110.  W postaci zaprezentowanej w magazynie, Mitsubishi TK-4 był dwusilnikowym dolnopłatem z silnikami rzędowymi.  Nos samolotu był przeszklony.  Artykuł nie wspomniał nic na temat osiągów, uzbrojenia czy załogi samolotu.  Informacja o samolocie została przedrukowana w amerykańskim magazynie „Flight” 25 grudnia 1941, artykuł opisał samolot jako dwusilnikowy myśliwiec z kadłubem dwubelkowym.
Zapewne na podstawie tych źródeł amerykański Military Intelligence Service uznał, że był to prawdziwy myśliwiec.  Major Frank McCoy nadał samolotowi, pochodzącą od jego własnego imienia, nazwę kodową Frank.
Z niewiadomych przyczyn i na podstawie niewiadomych źródeł, w wydanej przez US Navy broszurze Japanese Aircraft Manual, O.N.l. 249 identyfikującej japońskie samoloty, został on opisany zupełnie inaczej i otrzymał nazwę „Mitsubishi Typ 0”.  Według tej publikacji samolot przypominał holenderskiego Fokkera D.XXIII z dwubelkowym kadłubem i dwoma silnikami w konfiguracji ciągnąco-pchającej umieszczonymi po obydwu stronach kadłuba.  Samolot miał być napędzany niemieckimi silnikami BMW o mocy 750 KM każdy ale planowana jest zmiana tych silników na chłodzone powietrzem silniki gwiazdowe Mitsubishi o mocy 1000 KM każdy.
Kiedy w czasie wojny amerykańscy piloci nie napotkali żadnego samolotu przypominającego powyżej opisany, nazwa kodowa Frank została przeniesiona na istniejący w rzeczywistości myśliwiec Nakajima Ki-84.  Samolot Mitsubishi, o którym sądzono, że nadal istnieje, otrzymał nową nazwę kodową Harry.
W końcowym okresie wojny samolot został wykreślony z amerykańskich publikacji wywiadowczych jako w rzeczywistości nieistniejący typ.